# Paul Ottenheimer
Paul Ottenheimer (* 1. März 1873 in Stuttgart; † 28. Dezember 1951 in Darmstadt) war ein deutscher Komponist und Kapellmeister. Ottenheimer war als Prominenter Häftling im Ghetto Theresienstadt und überlebte den Holocaust.

## Leben und Wirken
Ottenheimer war Komponist von Liedern, Balladen, Chormusik und Operetten. Er wirkte als Kapellmeister in Augsburg, Trier, Linz, Graz, Nürnberg, Prag und Wien. Von 1913 bis 1919 war er als Nachfolger von Willem de Haan Hofkapellmeister am Darmstädter Hoftheater, ab 1914 als Hofrat. Ottenheimer war der Uraufführungsdirigent der „Sonnenflammen“ von Siegfried Wagner am 30. Oktober 1918 im Staatstheater Darmstadt. Von 1926 bis 1933 leitete er die Opernschule der Städtischen Akademie für Tonkunst in Darmstadt. Er war verheiratet und Vater zweier Kinder. Zu seinen Freunden zählte er Richard Strauss und Felix Weingartner.
Ottenheimer wurde in der NS-Zeit aufgrund seiner jüdischen Herkunft zunächst von Hans Brückner und Christa Maria Rock in ihrer antisemitischen Schrift Judentum und Musik und später von Herbert Gerigk und Theophil Stengel im Lexikon der Juden in der Musik denunziert. Im Februar 1945 wurde Ottenheimer in das Ghetto Theresienstadt deportiert, wo er am 18. Februar 1945 ankam. Nach Intervention von Winifred Wagner wurde er im Theresienstadt-Konvolut als „B-Prominenter“ aufgeführt. Trotz der inhumanen Lebensbedingungen konnte Ottenheimer überleben und wurde am 8. Mai 1945 in Theresienstadt durch die Rote Armee befreit.
Im Rahmen der ersten Ferienkurse für internationale Neue Musik führte Ottenheimer am 16. September 1946 im Auftrag der Neuen Darmstädter Sezession einen Kompositionsabend mit drei Uraufführungen eigener Lieder durch.
Teile seines Nachlasses, darunter eine Autographe, Musikmanuskripte und zahlreiche Liedkompositionen befinden sich in der Universitäts- und Landesbibliothek Darmstadt.

## Operetten
- Heimliche Liebe (Wien, Johann Strauß-Theater, 1911)
- Der arme Millionär (1913)
- Hans im Glück (1914)